# Cantó de Goncelin
El cantó de Goncelin  era una divisió administrativa francesa del departament de la Isèra, situat al districte de Grenoble. Comptava amb 12 municipis i el cap era Goncelin. Va desaparèixer el 2015.

## Municipis
- Les Adrets
- Le Champ-près-Froges
- Le Cheylas
- Froges
- Goncelin
- Hurtières
- Morêtel-de-Mailles
- La Pierre
- Pontcharra
- Saint-Maximin
- Tencin
- Theys

## Història
| Data d'elecció                           | Identitat       | Partit  | Qualitat |
| ---------------------------------------- | --------------- | ------- | -------- |
| 1945-1964                                | M. Vinoz        | radical |          |
| 1964-1971                                | Pierre Pissetty | SFIO    |          |
| 1971-1982                                | M. Zougs        | PS      |          |
| 1982-1989                                | Augustin Giraud | PS      |          |
| 1989-2015                                | Charles Bich    | PS      |          |
| les dades anteriors no són pas conegudes |                 |         |          |
|                                          |                 |         |          |

## Demografia
| 1962   | 1968   | 1975   | 1982   | 1990   | 1999   | 2007   |
| ------ | ------ | ------ | ------ | ------ | ------ | ------ |
| 11.274 | 12.530 | 13.335 | 14.805 | 16.367 | 19.206 | 22.135 |